# Synagoge (Bobowa)
Koordinaten: 49° 42′ 28,4″ N, 20° 56′ 34,1″ O

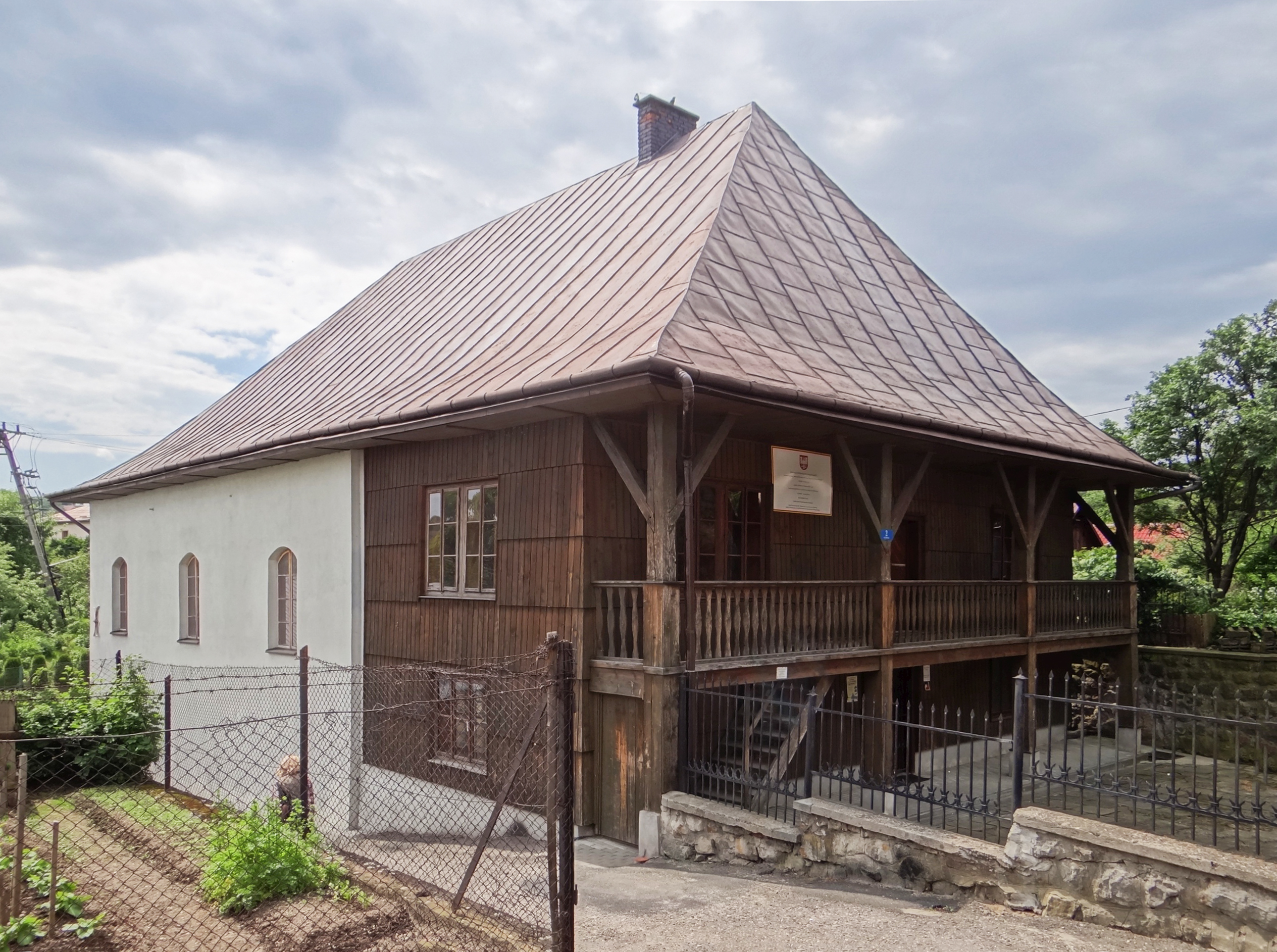
Synagoge in Bobowa

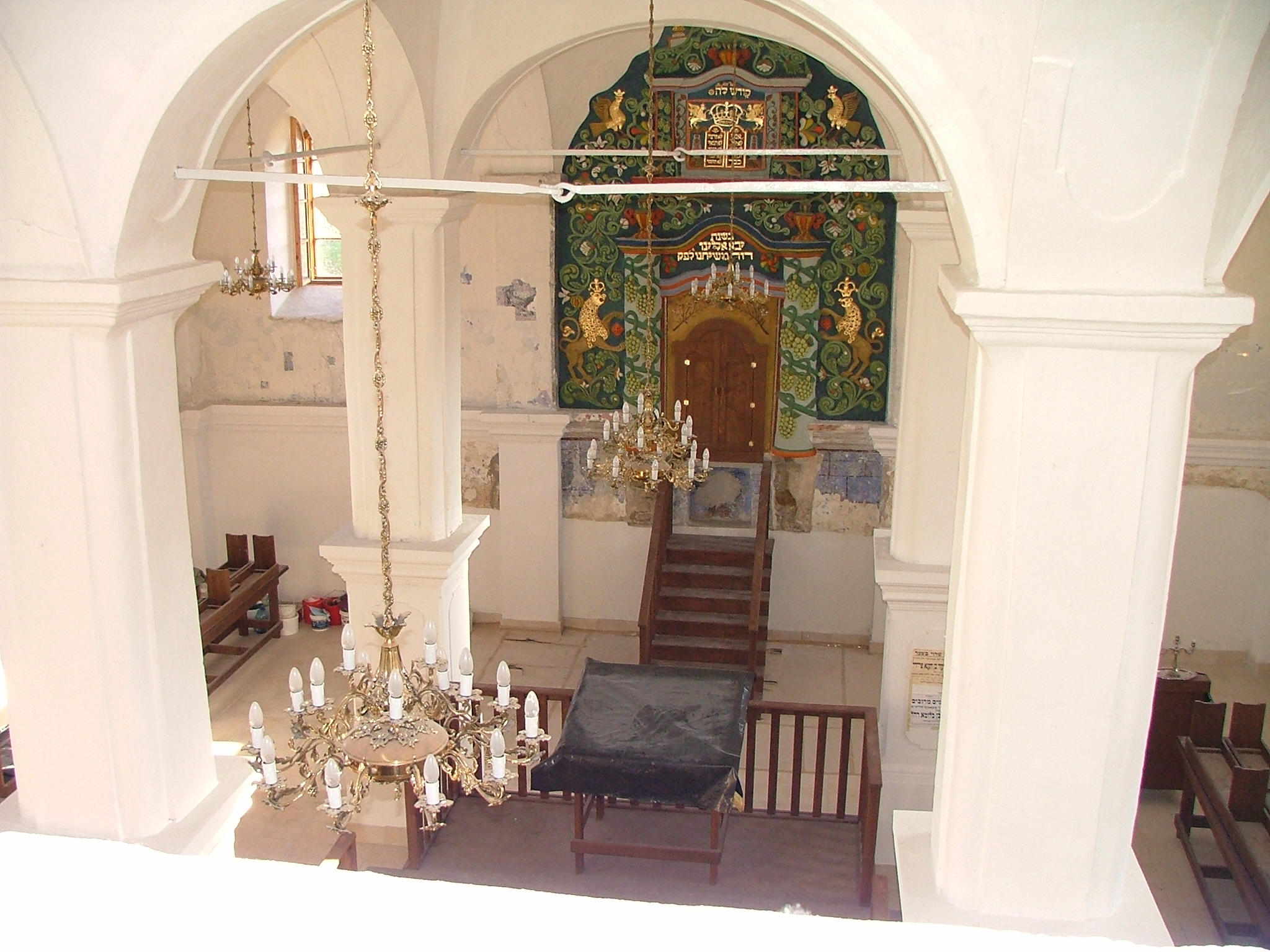
Innenansicht

Die Synagoge in Bobowa, einer Stadt im Süden Polens in der Wojewodschaft Kleinpolen, wurde 1756 errichtet und bei einem Brand 1889 beschädigt. Die Synagoge am Rande der Altstadt ist seit 1968 ein geschütztes Kulturdenkmal.

## Geschichte
Die Synagoge wurde nach dem Brand wieder aufgebaut. Im November 1939 wurde sie von den deutschen Besatzern während des Zweiten Weltkriegs verwüstet und als Pferdestall genutzt. 
Ab 1955 wurde das Synagogengebäude als Atelier einer Berufsschule genutzt. Im Jahr 1993 wurde die Synagoge der jüdischen Gemeinde in Krakau übereignet. Mit Hilfe der Stiftung der Familie Nissenbaum konnte die Synagoge während langer Jahre renoviert werden. Am 1. Juli 2003 wurde die Synagoge wieder eingeweiht.

## Architektur
Die Synagoge im Stil des Barocks ist circa 14 Meter lang und 12,50 Meter breit. An der westlichen Seite wird sie durch einen Holzanbau, der auf vier Pfeilern ruht, verlängert. Dieser Teil, der durch Öffnungen mit dem Hauptraum verbunden war, diente ursprünglich den Frauen während des Gottesdienstes.  
In der Mitte des Betsaals wird die hölzerne Bima von vier Pfeilern und einem Gewölbe gerahmt. An der Ostmauer befindet sich der Thoraschrein aus der Zeit 1777/78.